# Gary Sundgren
Gary Sundgren, egentligen Kari Juhani Sundgren, född 25 oktober 1967 i Vammala, är en svensk före detta fotbollsspelare (försvarare). Han är far till fotbollsspelaren Daniel Sundgren.

## Klubbkarriär
Sundgren föddes i Finland men kom till Sverige som spädbarn och växte upp i Västerås där IK Franke blev hans moderklubb. 1988 värvades Sundgren till AIK som forward, och det var i den positionen han användes under den första tiden i AIK. Innan säsongens start 1992 föreslog AIK:s tränare Tommy Söderberg att Sundgren skulle spela högerback. Sundgren var allroundspelaren som inte riktigt hittade sin plats i AIK förrän han tog hand om högerbacksplatsen 1992. I säsongens sista och avgörande match borta mot Malmö FF gjorde Sundgren det avgörande 3-2-målet som innebar att AIK blev svenska mästare för första gången på 55 år. Från 1992 fram till sommaren 1997 var Sundgren en av de viktigaste spelarna bakom AIK:s framgångar med SM-guldet 1992, cupgulden 1996 och 1997 samt avancemanget till kvartsfinal i Cupvinnarcupen 1997 som de främsta meriterna. 
Sundgren blev 1997 utlandsproffs i Real Zaragoza som spelade i La Liga. Det blev fem år totalt i Spanien, och var med och vann Copa del Rey år 2001. Sundgren är år 2024 den svensk som spelat flest matcher i La Liga.
2002 var han tillbaka i AIK och spelade ytterligare ett och ett halvt år innan han hösten 2003 avslutade elitkarriären.

## Landslagskarriär
24 februari 1994 debuterade Sundgren i det svenska landslaget, i en träningsmatch mot Mexiko, som vänsterback. Sundgren blev stor grabb 1997, och sammanlagt blev det 30 landskamper och ett mål i träningslandskampen mot Thailand den 16 februari 1997. I EM-kvalmatchen på Ullevi mot Luxemburg den 27 mars 1999, slog Sundgren några felpass i rad och buades ut av hemmapubliken. Han deltog i Europamästerskapet 2000 och spelade i den andra gruppspelsmatchen mot Turkiet. Den oavgjorda 0–0-matchen blev hans sista landskamp.

## Efter fotbollskarriären
Sundgren fungerade 2007–2008 som tränaren Pär Millqvists assisterande i IK Sirius i Superettan. Sundgren tog över som tränare för FC Djursholms A-lag år 2009 där Pär Millqvist, hans tidigare lagkamrat, blev sportchef.
År 2015 gjorde Sundgren tillfällig comeback i dåvarande division 6 laget Svanskogs IF.
År 2005 släppte den svenska popgruppen Hammagrella en hyllningslåt till Sundgren på albumet Jag ska flytta till Chicago.
Sundgren arbetar idag inom kriminalvården.